# Нерозлучник сизий
Нерозлучник сизий (Agapornis canus) — вид папуг. Сизий нерозлучник найдрібніший з нерозлучників. Єдиний вид нерозлучника, що живе на о. Мадагаскар.

## Опис
Оперення зелене. Статевий диморфізм виражений у забарвленні птахів. Голова, шия і груди у самця попелясто-сірі, у самиці все оперення зелене. Дзьоб світло-сірий. Молоді самці, що вилетіли з гнізда, вже мають сіре забарвлення голови.
Райдужна оболонка очей темно-коричнева. Дзьоб маленький, акуратний. Восковиця світло-сіра. Хвіст широкий. Ноги сіро-сині. Тіло сягає 12-13 см завдовжки, вага 30-35 г.

## Поширення
Поширений на острові Мадагаскар та дрібних островах, що розташовані навколо нього (Занзібар, Коморські і Сейшельські острови, Реюньйон, Маврикій, Майотта). Віддає перевагу відкритій місцевості з окремими деревами — рівнини (ділянки з високою травою і чагарником), лісові галявини, гори (не вище 1000 м над рівнем моря), фінікові гаї, пальмові плантації. Густих тропічних лісів уникає. Зграї цих нерозлучників іноді завдає шкоди рисовим плантаціям.

## Спосіб життя
Ночує і відпочиває зграями на пальмах. Agapornis canus крикливий, рухливий, уникає далеких перельотів. Тримається зграйками 20-50 птахів. Основну частину раціону становить насіння трав. Велику частину часу проводить у пошуках корму. Годується на землі невеликими зграйками.

## Розмноження
Гніздяться в природних укриттях, дуплах або використовують гнізда інших видів птахів. У кладці зазвичай 4-5 яєць, які самка насиджує 22 дні. Пташенята народжуються сліпими, покриті рідкісним пухом. Батьки годують їх напівперетравленим зерном. Очі відкриваються на 10-14 день. Повністю оперяються в місячному віці. Коли пташенятам виповниться 40-43 дня, вони залишають гніздо, але ще 10-14 днів їх годує самець, а самиця починає готуватися до наступної кладки.